# Wild Honey
Wild Honey je trinajsti album ameriške glasbene skupine The Beach Boys. Izšel je leta 1967 pri založbi Capitol Records.

## Seznam skladb
1. "Wild Honey" - 2:37
2. "Aren't You Glad" - 2:16
3. "I Was Made to Love Her" - 2:05
4. "Country Air" - 2:20
5. "A Thing or Two" - 2:40
6. "Darlin'" - 2:12
7. "I'd Love Just Once to See You" - 1:48
8. "Here Comes the Night" - 2:41
9. "Let the Wind Blow" - 2:19
10. "How She Boogalooed It" - 1:56
11. "Mama Says" - 1:05